# Blind
Blind (pol. Ślepy) – pierwszy singel amerykańskiego zespołu numetalowego KoRn. Pierwsza wersja utworu została nagrana na demie Neidermayer's Mind. Jest to pierwszy utwór zespołu. Teledysk przedstawia grupę wykonującą utwór na koncercie w małym klubie. Utwór Blind nie był napisany przez Korna, ale przez Sexart, zespół w którym był wokalista Korna Jonathan Davis, zanim dołączył do grupy L.A.P.D., która później zmieniła nazwę na Korn. Prawie cały utwór był skomponowany przez Dennisa Shinna, byłego perkusistę zespołu Sexart w 1992 z mniejszością napisaną przez gitarzystów Ryana Shucka i Raya Solisa. Mimo to żaden z wymienionych kompozytorów nie dostał uznania za swój wkład aż do czasu kiedy Ryan Shuck pozwał grupę o brak jakiejkolwiek wzmianki o nim i o jego byłych kolegach z zespołu.